# Mina Sundwall
Mina Sundwall est une actrice américaine née le 23 octobre 2001 à New York. Elle est principalement connue pour son rôle de Penny Robinson dans le remake de la série américaine Perdus dans l'espace, diffusée sur Netflix depuis le 13 avril 2018.

## Biographie
Mina Sundwall est née à New York. Elle possède des origines suédoise et italienne, et elle a passé une partie de son enfance en Europe. Lorsqu'elle ne travaille pas à l'école, elle est également chanteuse et autrice-compositrice. En 2018, elle rejoint, aux côtés de Maxwell Jenkins et Taylor Russell, le casting de la série américaine Perdus dans l'espace, où elle joue le rôle de Penny Robinson.

## Filmographie

### Cinéma[3]
- 2010 : Objects in Mirror Are Closer Than They Appear : La fille à la fenêtre
- 2013 : The Water Gun Chronicles : Kara Foxx
- 2014 : First Prize : Ballerina
- 2014 : Un couple modèle : Petra (jeune)
- 2015 : Maggie a un plan : Justine
- 2015 : Free Love : Maya Kelder
- 2015 : #Horror : Francesca
- 2016 : Un vase à Chinatown : Cécile

### Séries télévisées
- 2012 : Celebrity Ghost Stories : Kathy
- 2014 : New York - Unité spéciale : Mia Harris
- 2018 - 2021 : Perdus dans l'espace : Penny Robinson
- 2020 : DC's Legends of Tomorrow : Lita

### Jeux vidéo
- 2022 : God of War Ragnarök : Thrúd